# فصل خاکستری
فصل خاکستری فیلمی به کارگردانی  و نویسندگی شهرام شبیری ساختهٔ سال ۱۳۶۲ است.

## بازیگران
- رضا صفایی پور
- بهروز حدیث
- رضا خسروشاهی
- داوود عرب
- حسن درگزنی
- موسی شجاعی
- پرویز سلطانی
- صحت بخش
- عباس مختاری